# Гамильтон, Кевин
Ке́вин Гамильто́н (англ. Kevin Hamilton; род. 14 августа 1976, Данкан, Британская Колумбия) — канадский дипломат. Посол Канады в Турции с 2023.

## Биография
В 1998 году окончил Университет Британской Колумбии, факультет международных отношений (бакалавриат).
В 2000 году окончил Карлтонский университет и Школу международных отношений им. Нормана Паттерсона, факультет международных отношений. Магистр.
С 1999 года работал в департаменте международных отношений и международной торговли МИД Канады.
Работал в офисе специального посла по разминированию, отделе нераспространения оружия и разоружения и директорате западных Балкан МИД Канады.
Работал в посольстве Канады в Израиле и Боснии и Герцеговине.
С 2003 по 2006 год являлся заместителем директора отдела политического планирования, аналитиком по международной безопасности МИД Канады, главным советником политического директора Канады по G7.
Являлся заместителем директора отдела предотвращения конфликтов и построения мира МИД Канады.
С 2007 по 2010 год являлся советником политического отдела Высокой Комиссии Канады в Великобритании.
С 2010 по 2013 год являлся поверенным в делах Канады в Литве. Одновременно также являлся поверенным в делах Канады в Эстонии и Латвии.
С 2013 по 2016 год являлся директором отдела Восточной Европы и Евразии Министерства международных дел Канады.
Посол Канады в Румынии (2016—2020). Одновременно являлся послом Канады в Болгарии и Молдове (2016—2020).
С 2020 по 2023 год являлся директором по политике международной безопасности МИД Канады.
Посол Канады в Турции (с 15 августа 2023). Одновременно является послом Канады в Грузии и Азербайджане.
Верительные грамоты вручил президенту Азербайджана 1 июля 2024 года.

## Награды
- Большой крест Национального ордена «За заслуги» (2020, Румыния)[4]